# Wells Fargo Center (Portland)
Das Wells Fargo Center (früher First National Bank Building und First Interstate Bank Building) ist ein Gebäudekomplex, bestehend aus einem 166,4 Meter (546 ft) Wolkenkratzer und einem 5-stöckigen Anbauhaus in Portland, Oregon. Es wurde im Jahr 1972 fertiggestellt und ist das höchste Gebäude Portlands und Oregons.

## Geschichte
Der Gebäudekomplex wurde von Charles Luckman and Associates entworfen. 1972 wurde es unter dem Namen First National Bank Tower fertiggestellt und am 17. April selben Jahres eröffnet. Ein Skyway verbindet die beiden Gebäude miteinander. Die First National Bank, gleichzeitig auch Namensgeber, war zu diesem Zeitpunkt Hauptmieter und nutzte die ersten 21 Stockwerke einschließlich des Erweiterungsgebäudes, welches Data Processing Building benannt wurde. Anfang der 1990er Jahre wurde der Name in First Interstate Bank Building abgeändert, nachdem das Mutterunternehmen der First National Bank of Oregon selbigen Namen annahm. Das Gebäude bekam seinen heutigen Namen, nachdem Wells Fargo First Interstate Bancorp aufkaufte. Der Bau des Projekts sorgte für eine maximale Bauhöhe zukünftiger Projekte, nachdem es zu Differenzen darüber kam, dass das Wells Fargo Center sämtliche andere Bauprojekte in den Schatten stelle, zu massig wirke und zukünftige, ähnliche Bauprojekte die Sicht auf den Mount Hood nehmen würde. Auch aus architektonischer Sicht sei das Gebäude laut vieler Kritiker ungeeignet.
Zwischen 2002 und 2003 wurden die öffentlich zugänglichen Bereiche renoviert. Dazu zählte vor allem der Platz für den Einzelhandel.

## Sonstiges
Das Wells Fargo Center ist der regionale Sitz von Wells Fargo. Ebenso diente es bis 2003 als Hauptsitz von Willamette Industries, bis das Unternehmen von Weyerhaeuser aufgekauft wurde.
In der Lobby befindet sich eine Postkutsche, wie sie auch auf dem Logo der Bank zu sehen war.